# 理転
理転（りてん）とは、主として大学受験で志望する学部、もしくは大学・大学院入学後での専攻について、文科系専攻から理科系専攻に転じることである。

## 解説
理科系から文科系に転じる文転と比較すると、講義や実験実習に伴う拘束時間の多さなどから困難なことが多い。しかし何らかの理由でどうしても理系へ転じる、理系の能力が必要となる場合などに行われる。特に日本の場合、医師や歯科医師、薬剤師などになるためには専門の養成課程を持つ大学（これらは基本的に理系に属する）に入学して卒業しなければならないため、必須となる。
太平洋戦争中、文科系学生への徴兵猶予が停止され、学徒出陣が行われた際には、旧制高校で文系クラスに所属していながら、独学で数学などの理科系科目を学習し、医学部など理科系学部へ進学する者が多数現れた。その後、1945年9月20日、敗戦に伴って文部省は一回限りの特例として理科から文科への復帰を認めた。このとき文科に復帰した学生たちは「ポツダム文科」と呼ばれている。
なお、就職においては、2020年代の実績でも、理系出身者の27.4％が文系職種に就職している一方で、文系出身者でも10.1%が理系職種に就職している。たとえばITエンジニア方面の就業は文系出身者も荒俣宏のように日本では1970年代から文理の出身に関係なくプログラム職種に就くものはおり、文系学部を卒業し、就職してからエンジニアになったという者が多数存在する。

## 日本の高等学校・大学入試の文理事情
戦前から旧制高校文科から大学医学部・医科大学への推薦による進学などもあったが、戦後も、日本の大学入試においては多様な受験方式が採用されており、AO入試や推薦入試など様々な形態で、物理や数学の試験なしで理工系学部に入ることも可能となっている。また、入学時に文系学部に入学していても、途中で理科系学部へ変更することも可能になってきている。
しかし高等学校段階も含め、文転は認めるが理転は認めないというのは依然として多く、また最近の理科離れも影響して実際に行うものは少ないのが現状である。

## 他分野において学位を取得した著名人（再入学含む）

### 日本の例
- 渡瀬譲 - 物理学者。京都帝国大学経済学部に進学。河上肇の弟子となり、唯物弁証法を学んだ。その後、唯物弁証法を実践するため東北帝国大学理学部に入り直し、物理学を学んだ。卒業前に東芝に就職が内定していたが、採用を取り消されたため、学究の道に進路変更し、1933年に新設された大阪帝国大学理学部の助手になった。後に大阪市立大学学長となる。

- 芦田信 - 起業家。甲南大学文学部卒業後、同大理学部を卒業し、バイオベンチャーのJCRファーマを設立。

- 新井紀子 - 数学者。数学が嫌いで一橋大学法学部に進学後、イリノイ大学数学科に留学して数理論理学者となり、国立情報学研究所教授、東京工業大学連携教授などを務める。

- 池田優子 - 美容外科医。日本大学芸術学部卒業後、杏林大学医学部卒業。

- 石井てる美 - お笑い芸人。東京大学文科三類に入学し、東京大学工学部社会基盤学科を卒業。

- 石丸幸人 - 美容外科医。横浜国立大学第二経営学部卒業後、北里大学医学部卒業。

- 石山洸 - 起業家。中央大学商学部卒業後、東京工業大学大学院で人工知能を専攻した。エクサウィザーズ社長、東京大学客員准教授。

- 五木玲子 - 精神科医、版画家。早稲田大学文学部、東邦大学医学部卒業。五木寛之の妻。

- 伊藤明子 - 小児科医。東京外国語大学外国語学部卒業後、翻訳者を経て、帝京大学医学部卒業。

- 植田一博 - 東京大学大学院情報学環教授。最初、経済学を目指して経済学部に入るも、経済理論で仮定されている合理性と静的世界観に嫌気がさして中退する。その後、言語学を目指して文学部に入学するも、方法論の弱さを嫌い、理転する。東京大学教養学部基礎科学科第二卒業（1988年）、東京大学大学院総合文化研究科広域科学専攻博士課程修了（1993年）、博士（学術）。専門は認知科学・人工知能・知的インタフェース。

- 木村弥生 - 看護師。フェリス女学院大学文学部卒業。専業主婦を経て離婚後慶應義塾大学看護医療学部卒業。元衆議院議員。元江東区長。

- 久住治男 - 1928年3月生まれ。泌尿器科医、医学博士。戦時中、海軍経理学校に入学（第39期）。戦後、金沢大学医学部に入学し、1952年卒業。金沢大学医学部教授（泌尿器科学）などを経て、金沢工業大学教授になる。

- 島津有理子 - アナウンサー。東京大学経済学部卒業。東海大学医学部進学。

- 自見英子 - 参議院議員、小児科医。筑波大学国際関係学類卒業後、東海大学医学部卒業。地方創生担当大臣。

- 鈴木ゆめ - 神経内科医。一橋大学社会学部卒業後、横浜市立大学医学部卒業。横浜市立大学名誉教授。

- 関野吉晴 - 探検家、外科医。一橋大学法学部卒業後、探検先の現地の人の役に立つために医師を志し、横浜市立大学医学部に進学。

- 中井久夫 - 精神科医・精神病理学者。1952年に京都大学法学部に入学するも結核のため休学し、1955年、同医学部医学科に転じる。

- 林富士馬 - 詩人、文芸評論家、医師。慶應義塾大学文学部中退後、日本医科大学卒業。

- 唐沢俊一 - カルト物件評論家、コラムニスト、ラジオパーソナリティ。青山学院大学文学部卒業後、東北薬科大学薬学部中退。

- 膳場貴子 - フリーアナウンサー。東京大学文科三類に入学するも、2年のとき「私には実学の方が向いている」と思い、3年から医学部健康科学看護学科に進学。

- 月浦崇 - 京都大学大学院人間・環境学研究科教授。東北大学教育学部教育心理学科卒業後、東北大学大学院医学系研究科を修了し、認知神経科学者となる。
- 村中璃子 - 医師、ジャーナリスト。一橋大学社会学部を経て同大学院修了後、北海道大学医学部卒業。元WHO医療社会学者。

- 見城美枝子 - 青森大学社会学部教授。早稲田大学教育学部英語英文学科卒業後、TBSにアナウンサーとして就職する。その後TBSを退社しフリーになり、早稲田大学大学院理工学研究科博士前期課程で日本建築について専攻。博士後期課程単位取得満期退学。

- 富田裕 - 弁護士、TMI総合法律事務所パートナー。東京大学法学部卒業後に建設省勤務を経て、東京大学工学部建築学科卒業、同大学大学院修了。その後、磯崎新アトリエから一級建築士事務所主宰ののち、司法試験に合格し法曹へ。

- 蓑原敬 - 都市計画家。神戸芸術工科大学客員教授ほか。東京大学教養学部アメリカ科卒業後、日本大学理工学部建築学科に進学し、卒業後建設省入省。茨城県都市計画課長、建設省住宅局住宅建設課長を歴任。

- 北野大 - 化学者、タレント、コメンテーター。秋草学園短期大学学長。明治大学名誉教授。淑徳大学名誉教授。専門は環境化学。安全化学。工学博士（東京都立大学 (1949-2011)）。千葉大学旧文理学部に合格していたが、英文学科だったので母親の強権な反対にあい、二次募集していた明治大学工学部に進んだ経緯がある。工業化学科を選択したのは、試験でバケ学ならば計算力や解析力ではなく、暗記力で切り抜けられそうと思ったからである[4]。

- 松本南海雄 - 薬剤師、実業家、マツキヨココカラ&カンパニー会長。日本チェーンドラッグストア協会名誉会長・常任理事。文系だったが、兄の勘当と駆け落ちにより自分が急遽、家業の跡継ぎとして日本大学理工学部薬学科（現・薬学部）に進学させられたというエピソードが知られる。

- 竹内薫 - 東京大学文科一類へ入学し、教養学部（科学史・科学哲学専攻）を卒業。その後、東京大学理学部物理学科へ学士入学し、卒業。その後、更にカナダ・マギル大学大学院へ進学し、高エネルギー物理学の研究でPh.Dを取得。

- 道永麻里 - 内科医。上智大学外国語学部卒業後、千葉大学医学部卒業。アジア人初の世界医師会（WMA）理事会副議長。

- 森田真生 - 独立研究者・著作家。東京大学文科二類へ入学したが、工学部システム創成学科に進学し卒業後、東京大学理学部数学科に学士入学した。

- 尾身茂 - 医師。慶應義塾大学法学部を中退し、自治医科大学医学部に入学・卒業。西太平洋地域において小児麻痺 (ポリオ) の根絶を達成し、世界保健機関西太平洋地域事務局第5代事務局長に就任する。新型インフルエンザ等対策閣僚会議新型インフルエンザ等対策有識者会議新型コロナウイルス感染症対策分科会長。

- 久保田潤一郎 - 形成外科医・レーザー専門医。慶應義塾高等学校卒業後、慶應義塾大学商学部に入学。翌年同大学を退学し、杏林大学医学部に入学。

- 藤田弘子 - 小児科医。大阪女子大学文学部卒業後、大阪市立大学（現大阪公立大学）医学部卒業。元同大学教授。

- 伏見諭 - 国際規格、日本産業規格の制定に、情報処理学会情報規格調査会SC7/WG24主査, JISA技術委員会標準化委員会委員長などとして貢献。東京大学経済学部を卒業後, 東京大学大学院理学系研究科修士課程を修了。

- 丸山瑛一 - 理化学研究所名誉研究員。日立製作所中央研究所研究開発推進本部技師長など。東京大学教養学部教養学科科学史科学哲学分科卒業後に理学部物理学科に進学し卒業。

- 南杏子 - 内科医、小説家。日本女子大学家政学部卒業後、専業主婦を経て、東海大学医学部卒業。

- 森田洋之 - 内科医、医療経済ジャーナリスト。一橋大学経済学部卒業後、宮崎医科大学（現宮崎大学医学部）を卒業。

- 徳川義親 - 植物学者・貴族院議員。東京帝国大学文科大学史学科卒業後、 東京帝国大学理科大学生物学科に学士入学。

- 魚住汎英 - 政治家、元防衛政務次官。成城大学経済学部卒業後、東京農業大学通信教育課程畜産学科に学士入学。

- 山中光茂 - 政治家、医師、元三重県松阪市長。慶應義塾大学法学部法律学科卒業後、群馬大学医学部医学科に学士入学。

- 大木哲 - 政治家、歯科医師。青山学院大学経済学部卒業後、鶴見大学歯学部に学士入学。

- 川島四郎 - 栄養学者。陸軍軍人で軍の最終階級は陸軍主計少将。農学博士。軍では陸軍経理学校、経理学校高等科出身の経理部員の傍ら衣糧術も修める関係で東京帝国大学農学部農芸化学科にも派遣されて以降糧秣本廠員なども勤め、終戦後は栄養学者として桜美林大学教授、食料産業研究所長などを務め、栄養に関する本を多数執筆している。

- 東野さやか - 英米文学翻訳家。上智大学外国語学部英語学科卒業後、同大学理工学部化学科に学士入学。

- 金井大旺 - 歯科医師。元陸上競技選手。法政大学スポーツ健康科学部卒業後、陸上競技生活を経て日本歯科大学生命歯学部(本校)へ学士入学。
- 自見英子 - 医師、政治家。筑波大学第三学群（現：社会・国際学群）国際関係学類卒業後、東海大学医学部医学科卒業。

- 神田知宏 - 一橋大学法学部を卒業するが、IT系ベンチャー企業を立ち上げ、システムエンジニア、プログラミング、ウェブデザインに従事。

- 村井宗明 - 同志社大学法学部を卒業して政治家をへて、ITエンジニアに。

- 金子英樹 - システムエンジニア。一橋大学法学部卒業後に生命保険会社のシステム開発事業などにプログラマーとして参加後に起業。

- 三木勅男 - 精神科医。東京大学法学部を卒業後、旭川医科大学医学部医学科に入学し卒業。

- 佐佐木吉之助 - 医師、不動産会社「桃源社」社長。慶應義塾大学法学部を経て、医学部に進学。

- 夫律子 - 医学者。産婦人科医師。慶應義塾大学法学部法律学科卒業後、医学部再受験、徳島大学医学部へ進学し、産婦人科医となる。

- 照光真 - 歯科医師で、北海道医療大学歯学部歯科麻酔学分野教授。元新潟テレビ21アナウンサーで早稲田大学第一文学部を卒業後、アナウンサーをへて新潟大学歯学部卒業し歯科医師に。

- 神谷敏郎 - 哺乳類学者。筑波大学名誉教授。青山学院大学文学部教育学科卒業、教育学士。東京大学医学部卒、同大学院、1964年医学博士。

- 赤津晴子 - 国際医療福祉大学医学部教授、医学教育統括センター長。聖心女子大学文学部哲学科卒。1988年上智大学大学院理工学研究科生物科学専攻修了（理学修士）、ハーバード大学公衆衛生大学院修了（理学修士）。1994年ブラウン大学メディカルスクール大学院修了（医学博士）。米国で医学教育を受け医師免許を取得。

- 対本宗訓 - 元臨済宗佛通寺派管長。医療法人健永会大館記念病院名誉院長。 医療法人北桜会弘前メディカルセンター理事長・院長。京都大学文学部哲学科を卒業し臨済宗僧侶の後帝京大学医学部医学科にも進学し医師に。

- 小島亜輝子 - 医師、気象予報士。慶應義塾大学文学部人文社会学科教育学専攻卒業後にNHKにキャスターとして入社。その後、フリーアナウンサー、気象予報士として活動。27歳の時に医学部を目指して受験勉強を開始し、31歳の時に聖マリアンナ医科大学医学部医学科に入学。37歳の時に医師国家試験に合格。

- 吉田小江子 - 医師、元レポーター。旧芸名は、吉田沙恵子。京都大学文学部に入学するが、総合人間学部に転学し、国際文化学科卒業。交通事故をきっかけに鹿児島大学医学部医学科に大学2年次から学士編入し卒業。

### 日本以外の例
- エドワード・ウィッテン - アメリカの理論物理学者。M理論を提唱した。学部で歴史学を専攻し、大学院では最初、理論経済学を専攻したが、後に数学に変更し、更に理論物理学に変更した。フィールズ賞受賞者。
- ド・ブロイ - フランスの物理学者。最初はソルボンヌ大学で歴史学を専攻したが、第一次世界大戦時、通信員としてエッフェル塔に配備されていたときに物理学に興味を持った。戦後、ソルボンヌ大学で物理学を修め、1924年に物理の博士号を得た。量子論の研究を行い、物質波を提唱した。1929年に「電子の波動性の発見」によってノーベル物理学賞を受賞。
- カール・ヤスパース - ドイツの精神科医、哲学者。父が法曹であったため、当初、大学で法学を学んだが、1901年に医学の道へ転向した。1909年に医学部卒業。その後、ハイデルベルクの精神病院で医師として働く。1913年にハイデルベルク大学で精神医学を教え始め、以後、臨床に戻ることはなかった。
- マイケル・スペンス - アメリカ人の経済学者。1966年にプリンストン大学で哲学の学位、1968年にオックスフォード大学で数学の学位を得、1972年にハーバード大学でPh.D.を取得した。ノーベル経済学賞受賞者。
- ベルトルト・ブレヒト - ドイツの劇作家、詩人、演出家。1917年、ミュンヘン大学に入学。最初は哲学を専攻するが、後に医学部に移籍。1918年に徴兵され、衛生兵としてアウクスブルク陸軍病院感染症病棟に配属。第一次世界大戦終結後、ベルリン大学に移り医学・自然科学を学んだ。
- ロバート・トリヴァース - アメリカの生物学者。学部時代、歴史学を専攻し、その後、大学院に進学する。しかし、一度も生物学の正規の教育を受けないまま大学院での専攻を変更し、生物学で学位を取得した。
- ロバート・ミリカン - アメリカの物理学者。オベリン大学で西洋古典学の学士号を取得した後、コロンビア大学で物理学のPh.Dを取得。その後、ノーベル物理学賞を受賞。
- ジョン・ガードン - イギリスの生物学者。オックスフォード大学で古典文学を専攻した後、生物学に転向。2012年、ノーベル生理学・医学賞受賞。